# Aleksandra Błażejewska
Aleksandra Błażejewska (ur. 10 marca 1925 w Wilnie) – polska entomolog, profesor doktor habilitowana.

## Życiorys
Studiowała na Uniersytecie Mikołaja Kopernika w Toruniu, w 1950 uzyskała stopień magistra, a w 1960 obroniła doktorat. W 1972 habilitowała się w Wyższej Szkole Rolniczej w Poznaniu, w 1984 została profesorem nadzwyczajnym w Akademii Techniczno-Rolniczej w Bydgoszczy, a w 1992 profesorem zwyczajnym. W latach 1970–1995 kierowała Katedrą Entomologii Stosowanej w ATR w Bydgoszczy, w latach 1987–1990 pełniła funkcję prodziekana Wydziału Rolnego na tej uczelni. W latach 1975–1985 przewodniczyła bydgoskiemu oddziałowi Polskiego Towarzystwa Entomologii.
Przedmiotem badań Aleksandry Błażejewskiej była entomologia stosowana, histopatologia owadów, działanie insektycydów na szkodniki rzepaku oraz zastosowanie antyfidantów w zwalczaniu szkodników przechowalnianych. Opracowała biologię słodyszka rzepakowca z uwzględnieniem jego parazytoidów, dokonała oceny roli antyfidantów w alternatywnej metodzie zwalczania szkodników zbożowo-mącznych.

## Odznaczenia
- Krzyż Kawalerski Orderu Odrodzenia Polski;
- Medal Komisji Edukacji Narodowej;
- Odznaka Honorowa „Za Szczególne Zasługi dla Województwa Bydgoskiego”;
- Złota Odznaka Polskiego Towarzystwa Entomologicznego;
- Medal „Za Zasługi dla Rozwoju Polskiego Towarzystwa Entomologicznego”.